# Famille Law de Lauriston
Pour les articles homonymes, voir Law et Lauriston.
 (octobre 2017).
Si vous disposez d'ouvrages ou d'articles de référence ou si vous connaissez des sites web de qualité traitant du thème abordé ici, merci de compléter l'article en donnant les références utiles à sa vérifiabilité et en les liant à la section « Notes et références ».
 (octobre 2022).
Améliorez-le ou discutez des points à vérifier. 
La famille Law de Lauriston est une famille noble d'origine écossaise.

## Écosse
On trouve le patronyme Law chez des personnages anciens comme Robert Law de Lawbridge, chevalier du roi Alexandre IV de la Maison Stuart en 1260 ou encore James Law archevêque de Glasgow en 1615. Toutefois il n'y a pas de preuves de filiation entre ces personnages et l'auteur de la famille Law de Lauriston : William Law de Brunton, baronet de Lauriston, était établi en tant que banquier à Édimbourg et son épouse était Jeanne Campbell, que l'on attribue faussement au clan du duc d'Argyll. Il était propriétaire du château de Lauriston. Décédé en 1684, un de ses fils fut John Law de Lauriston, économiste, financier de Philippe d'Orléans dit le Régent, et qui favorisa le développement la Compagnie des Indes.

## Inde
Comme Robert Sutton de Clonard, une partie des Lauriston s'implantera solidement en Inde. Jean Law de Lauriston, neveu du célèbre financier, a épousé Jeanne de Carvalho, née au Bengale, tandis que son frère, le chevalier Jacques Law de Lauriston, épouse Marie de Carvalho, leur fils prenant le nom de Law de Clapernon. Une autre Carvalho se marie avec Joseph Desnos de Kerjean, neveu de Dupleix et ancien commandant des troupes françaises dans l'Inde. Jean Law de Lauriston est le père du Maréchal de France Jacques Alexandre Bernard Law de Lauriston (1768-1828) dont l'arrière arrière petit-fils Hubert Law de Lauriston, mort en 1940, fut le dernier marquis de Lauriston. Le maréchal de Lauriston a laissé une nombreuse postérité dans les familles Hurault de Vibraye, de Moulins de Rochefort, de Dampierre et Hocquart de Turtot notamment.
Jeanne Law de Lauriston, née à Pondichéry, se marie avec le sieur Johnson, conseiller au conseil supérieur de Madras et devient la marraine de Louis-Georges Law de Lauriston-Stainroul, né en 1773 et jeune frère de Jean-Guillaume. Ce dernier appartient donc à une famille de premier plan dans les milieux coloniaux aussi bien français que britanniques. Les états de service de ses parents et alliés sont brillants. Son oncle, Jacques Law de Lauriston, combat aux Indes sous Dupleix, notamment à Trichinopoli.

## France
En 1856, un des descendants de Guillaume Law de Lauriston (mort en 1752, frère de John Law), Charles (1825-1909), épouse en 1856 Marie Agnès de Boubers-Abbeville. Charles ajoute à son patronyme le nom Boubers et devient Charles Law de Lauriston de Boubers par décision administrative. Né à Nantes le 19 février 1825, il est élève à l'École polytechnique puis élève à l'École des Ponts et Chaussées. Il est nommé ingénieur ordinaire de 3e classe en 1850. De 1851 à 1853, il est chargé du service de l'arrondissement de Tarbes et attaché au service de la 2e section des études d'un chemin de fer de Toulouse à Bayonne, de la vérification des études faites sur une ligne de Tarbes à Mont-de-Marsan et au service du chemin de fer d'Agen à Tarbes. Nommé ingénieur ordinaire de 2e classe en 1854, il est attaché au service ordinaire du département des Hautes-Pyrénées où il assiste Charles-Joseph Colomès de Juillan pour l'étude de la ligne de chemin de fer transpyrénéenne par Gavarnie. En 1856, il est attaché successivement au service hydraulique du Nord, puis aux travaux du Rhin, dans le département du Bas-Rhin. Après son mariage, il demande à être mis en congé illimité.
Son fils aîné Emmanuel Law de Lauriston de Boubers, épousa Gabrielle Fabre, une descendante des Fabre-Luce, armateurs marseillais, sœur de Edmond Fabre-Luce, vice-président du Crédit lyonnais et tante de l'écrivain et diplomate Alfred Fabre-Luce. Sa descendance est survivante dans l'Aisne et l'Orne.
Son fils cadet Olivier Law de Lauriston de Boubers, propriétaire d'un château en Touraine et d'un hôtel particulier rue Christophe-Colomb à Paris VIIIe, épousa Berthe de Marsay. La descendance de ce couple (Bollinger, Tassin de Charsonville, Cormaille de Valbray, et Bizot) est répartie entre la Marne, la Sologne, la Touraine, le Pas-de-Calais, la Normandie la Sarthe et la Bourgogne.

## Arbre généalogique
```
William (Guillaume) Law de Lauriston (+1688)  
   o 
John Law de Lauriston
 (1671-1729), économiste écossais 
       o John Law de Lauriston (1701-1734)
       o Marie Catherine Law de Lauriston 
   o André Law 
   o William (Guillaume) Law de Lauriston +1752 
       o 
Jean Law de Lauriston
 (1719-1797), militaire français et gouverneur général de l'Inde française
           o Jeanne Law de Lauriston 1756-1830 
           o Anne Law de Lauriston 1761 
           o Jean Law de Lauriston 1765 
           o 
Jean Guillaume Law de Lauriston
 (1766-1788), navigateur français
           o 
Jacques Jean Alexandre Bernard Law de Lauriston
 (1768-1828), maréchal de France et homme politique français 
               o 
Auguste Jean Alexandre Law de Lauriston
 (1790-1860), militaire et homme politique français
                   o Alexandre Louis Joseph Law de Lauriston (1821-1905)
                       o Henri Law de Lauriston (1850-1926)
                       o Jeanne Louise Marie Thérèse Law de Lauriston (1852-1929), épouse du Vicomte Hurault de Vibraye
                       o Pierre Jules Louis Roger Law de Lauriston (1857-1887)
                   o Charles Louis Alexandre Law de Lauriston (1824) 
                   o Arthur Louis François Law de Lauriston (1829)
               o Louise-Coralie Law de Lauriston (1800-1891), épouse du comte Edouard Hocquart de Turtot
               o Napoléon-Adolphe Law de Lauriston (1805-1866) 
           o Charles Louis Law de Lauriston (1769-1849)
               o Augusta Hyacinthe Law de Lauriston (1814-1897) 
           o Joseph Charles Law de Lauriston (1770-1800) 
           o François Jean Law de Lauriston (1771-1822) 
           o Louis-Georges Law de Lauriston (1773-1834)
               o 
Gustave Hyacinthe Law de Lauriston
 1806-1887
[
4
]

               o Georges Law de Lauriston (1808-1883) 
               o Olivier Law de Lauriston (1809-1859) 
               o Malcy Law de Lauriston (1811-1885) 
               o Hyacinthe Law de Lauriston (1816-1899) 
                   o Georges Law de Lauriston (1844-1914) 
                       o Madeleine Law de Lauriston (1881-1959) 
                   o Edouard Law de Lauriston (1847-1867) 
                   o Aline Law de Lauriston (1850) 
               o Valentine Law de Lauriston (1820-1899) 
               o Marguerite Law de Lauriston (1823-1894)
               o Charles Law de Lauriston de Boubers (1825-1909) épouse de Marie 
de Boubers-Abbeville
                     
                   o Emmanuel Law de Lauriston de Boubers (1857-1922) époux de Gabrielle Fabre
                        o Jean Law de Lauriston de Boubers (1884-1965) époux de Jeanne de Gineste
                        o Marguerite Law de Lauriston de Boubers (1887-1973) épouse de Jean de La Chaise                      
                        o Charles Law de Lauriston de Boubers (1889-1964) époux de Arlette de Vaufleury
                            o Jacques Law de Lauriston de Boubers (1924-1972) époux de Antoinette de Villenfagne
                                o Charles-Edouard Law de Lauriston de Boubers (1956) époux de Cecilie Steen
                                    o Erik Law de Lauriston de Boubers (1999)
                        o Louis Law de Lauriston de Boubers époux de Marie-Helene de Faubournet de Montferrand
                            o Emmanuel de Truchis de Varennes Law de Lauriston de Boubers 
                                o Christian Law de Lauriston de Boubers 
                                o Nathalene Law de Lauriston de Boubers
                                    o Blanche de Truchis de Varennes Law de Lauriston de Boubers (1993) 
                                    o Victoire de Truchis de Varennes Law de Lauriston de Boubers (1995) 
                                    o Louis de Truchis de Varennes Law de Lauriston de Boubers (1998)                       
                        o Henri Law de Lauriston de Boubers (1891-1971) époux de Alexandrine Baudon de Mony                 
                        o Jacques Law de Lauriston de Boubers (1893-1916)                   
                   o Elisabeth Law de Lauriston de Boubers (1861-1888) épouse de Elie Paulze d'Ivoy de La Poype                  
                   o Olivier Law de Lauriston de Boubers (1865-1941) époux de Berthe de Marsay               
                        o Thérèse Law de Lauriston de Boubers (1891-1976) épouse de Emmanuel de Valbray
                        o Claire Law de Lauriston de Boubers (1893-1918)                        
                        o Pierre Law de Lauriston de Boubers (1894-1972) époux de Délie de Richard d'Ivry                                                 o Bernard Law de Lauriston de Boubers(1923-1984) époux de Solange De Bryas (née en 1928)
                        o Odette Law de Lauriston de Boubers (1897-1988) épouse de Jean 
de Charsonville
                       
                        o 
Elisabeth Law de Lauriston de Boubers
 (1899-1977) épouse de Jacques Bollinger
                        o Guillemette Law de Lauriston de Boubers (1904-1999), épouse de 
Henry Bizot

       o Rebecca Louise Law (1720) 
       o Jeanne Marie Law (1722) 
       o Jacques François Law (1724-1767) Le chevalier Law
           o Jacques Louis Law de Clapernon (1758)
               o Joseph Amédée Geneviève Saint Caprais Law de Clapernon (1805)
                   o Jacques Armand Edouard Law de Clapernon (1831)
       o Elisabeth Jeanne Law (1725)
       o Georges 
[
Note 1
]
,
[
5
]

   o Robert Law 
   o Hugues Law
```